# HD 208727
HD 208727，又名BD+47 3618，SAO 51477、HR 8377，是一颗恒星，视星等为6.42，位于銀經95.74，銀緯-4.77，其B1900.0坐标为赤經21h 53m 12.9s，赤緯+48° -4.77′ 33″。